# Louis-Adolphe de Pontécoulant
Louis-Adolphe  Le Doulcet de Pontécoulant  (Parijs, 1794 – Bois-Colombes, 20 februari 1882), meestal Adolphe genoemd, was een Frans officier die bekendheid verwierf onder meer door gewapende bijstand te leveren aan de Belgische Revolutie van 1830.

## Familie
Pontécoulant behoorde tot de oude Franse familie Le Doulcet, die zich in de veertiende eeuw in het Normandische dorp Pontécoulant had gevestigd. 
Zijn vader, Louis-Gustave Le Doulcet de Pontécoulant (Caen, 1764 – Parijs, 1853), speelde een niet onbelangrijke politieke rol onder verschillende regimes. Een jongere broer van Louis-Adolphe was Philippe Gustave Doulcet de Pontécoulant (1795-1874), Frans astronoom, wiens naam aan een krater op de maan is gegeven. De laatste naamdrager, een nicht van Adolphe, schonk kasteel en park in 1896 aan het departement Calvados.

## Frans officier
Pontécoulant was achttien toen hij de officierenschool van Saint-Cyr verliet en deelnam aan de Campagne in Rusland. Hij bleef Napoleon trouw en schaarde zich achter hem tijdens de Honderd Dagen.
Na de definitieve nederlaag in Waterloo, week hij uit naar Latijns-Amerika. Hij werd er in Brazilië betrokken bij een staatsgreep, die mislukte. Het ging om de revolutie van 1817 waarbij de staat Pernambuco een poging deed om zijn onafhankelijkheid te verwerven. Hij werd ter dood veroordeeld maar wist te ontsnappen en keerde in 1825 naar Frankrijk terug. Hij kreeg er een betrekking als boekencensor op het Ministerie van Binnenlandse Zaken.

## Belgisch sympathisant
In juli 1830 was het revolutie in Frankrijk, werd koning Karel X afgezet en kwam de familie Orleans, in de persoon van Louis-Philippe aan de macht. Het is niet bekend of Pontécoulant hierin enig aandeel had. 
Toen enkele weken later in de Zuidelijke Nederlanden de opstand van 1830 een aanvang nam, was hij hierin zeer geïnteresseerd. Hij kende het land een beetje, na er als kind te hebben gewoond, toen zijn vader van 1800 tot 1805 prefect van het Dijledepartement was. Hij slaagde erin een 'legertje' van enkele honderden vrijwilligers te organiseren, meestal bestaande uit werkloze vroegere soldaten van Napoleon en andere gelukzoekers. Hij snelde ermee naar Brussel.

## In Gent
Zijn medewerking werd door het Voorlopig Bewind op prijs gesteld en hij werd naar Gent gestuurd om er de regeringstroepen te verdrijven. De overwegend orangistischgezinde stad zag zijn komst op 10 oktober 1830 met een kwaad oog aan. Het stadsbestuur moest de burgers aanmanen zich van vijandige manifestaties tegen het 'Frans-Belgisch legioen' te onthouden. Op 17 oktober kon Pontécoulant de overgave bekomen van de troepen die zich in de citadel aan de Kortrijkpoort hadden verschanst. De Noord-Nederlandse militairen vertrokken naar Antwerpen, de Zuid-Nederlanders bleven ter plekke. Er was ondertussen op 15 oktober wel een hevig conflict losgebroken tussen de Gentse Burgerwacht en de troepen van Pontécoulant. Een schermutseling had geresulteerd in zes doden. 
De Gentenaars zagen dan ook graag het zootje ongeregeld de stad verlaten. Pontécoulant had – gedeeltelijk tevergeefs - de slechte elementen in zijn geïmproviseerd legertje van plundering en ongeregeldheden weerhouden en werd hiervoor officieel bedankt door het stadsbestuur.

## In Brugge
Hij vertrok vervolgens naar Brugge, waar de revolutie ook tot onlusten en plunderingen leidde vanwege de arme bevolking. Met zijn 400 man trok hij de stad binnen, nadat op 18 en 19 oktober hevige rellen hadden plaatsgevonden. Hij trad er hardhandig op en herstelde de rust. Hij deed grote anti-Nederlandse verklaringen en arresteerde een aantal belhamels en oproerkraaiers die hij naar Gent overbracht. Ook in Brugge bleek hij weldra niet populair. Hij verwachtte immers van het stadsbestuur dat ze een soldij zou betalen aan zijn manschappen, voor bewezen diensten. Maar daar had het pas aangetreden bestuur weinig oren naar. Integendeel, op 27 oktober trok een delegatie naar Brussel, niet alleen om een lening van 100.000 gulden te vragen, maar ook om aan te dringen op de verwijdering van Pontécoulant, omdat hij aan de stad te veel geld kostte.

## Van Oostburg tot Maastricht
Vervolgens werd Pontécoulant met de grensbewaking in West-Vlaanderen belast. In het zuiden ging hij in Ieper en Veurne de ingenomen stellingen inspecteren. Vooral de strijd tegen de regeringstroepen in Zeeland hield hem bezig. 
Opnieuw werden zijn troepen als grote lastposten ervaren (onder meer in de poldergemeenten, die hun beklag maakten bij de Voorlopige Belgische regering) en toen hij ook nog eens in Oostburg werd verslagen, kreeg hij bevel zich naar Maastricht te begeven. Zijn troepen volgden hem nogal schoorvoetend. 
Onderweg hielp hij de opstandelingen in Mechelen, Leuven en Hasselt. Uit Maastricht werd hij weggehouden door het stevige afweergeschut waarop hij werd onthaald.

## Na 1830
In januari 1831 verliet hij het hoofdkwartier van het Belgisch leger en de actieve dienst. Hij was zo overtuigd van de geleverde bijdrage dat hij een medaille liet slaan met daarop aan de voorzijde gegraveerd een obelisk met de vermelding Révolution de la Belgique. Gand, Bruges, Oostburg, Maastricht en op de achterzijde Le colonel de Pontécoulant à ses compagnons d’armes. Hoewel hij zich zelf nooit een hogere graad dan die van kolonel toemat, werd hij soms als generaal betiteld in latere geschriften.
Toen op 12 augustus 1831 de Nederlandse troepen in België terugkeerden, werd hij in actieve dienst teruggeroepen. Naar hij zelf later schreef moest hij het bevel voeren over de artillerie in en rond Leuven. Generaal Niellon, die het opperbevel had, beschreef dit later als een wat bescheidener opdracht: Pontécoulant moest alleen maar voor de bevoorrading van de artilleriestukken zorgen.
Toen het Belgisch leger een bestendige organisatie kreeg, werd Pontécoulant niet weerhouden. Hij was hierover verbolgen en in 1835 richtte hij een petitie tot het Parlement met de melding dat hij vier jaar eerder, door een ministerieel bevel, zonder ooit te zijn gehoord, uit het leger was geweerd. Hij wilde re-integratie maar zijn verzoek bleef zonder gevolg.

## Levensavond
Er zat niets anders op dan naar Frankrijk terug te keren. Gedurende zijn nog lange leven wijdde Pontécoulant zich voortaan aan muziek en muziekinstrumenten en publiceerde daarover. Hij ondertekende zijn boeken uiteenlopend als graaf, burggraaf of markies.
Hij schreef ook een boek als hommage aan de Belgische operazangeres Julie Dorus-Gras (1805-1896). Zij was het die de bekende aria Amour sacré de la patrie zong tijdens de fameuze uitvoering van De Stomme van Portici van Daniel Auber op 25 augustus 1830, die het startsein was voor de revolutionaire beweging in Brussel.
Pontécoulant werd ook voorzitter van de Société d'archéologie, sciences, lettres et arts voor het departement Seine-et-Marne.

## Publicaties
- Pétition à messieurs les Sénateurs et Représentants de la Belgique par le colonel de Pontécoulant, Brussel, 1835.
- L'Espagne en 1837, Parijs, [1838].
- Organograhie, ou Analyse des travaux de la facture instrumentale admise à l'Exposition des produits de l'industrie, Parijs, 1839.
- Histoire des instruments de musique d'après les anciens écrivains et les monuments de l'antiquité, Parijs, 1841.
- Mme Dorus-Gras, Parijs, 1844.
- Organographie, essai sur la facture instrumentale, art, industrie et commerce, Parijs, 1861.
- Douze jours à Londres, voyage d'un mélomane à travers l'Exposition universelle, Parijs, 1862.
- Exposition universelle de Londres de 1862. Rapport adressé à M. le préfet de Seine-et-Marne, Parijs, 1864.
- Les Symphonistes de la cathédrale de Meaux, Parijs, 1864.
- Musée instrumental du Conservatoire de musique. Histoires et anecdotes, Parijs, 1864.
- Notice sur quelques antiquités situées dans le canton de Nangis (Seine-et-Marne), Parijs, 1865.
- Les Phénomènes de la musique ou Influence du son sur les êtres animés, Parijs, 1868.
- La Musique à l'Exposition universelle de 1867, Parijs, 1868.
- Brevet d'invention. Harmonium Debain, Parijs, z.d.